# Juan d'Oultremont

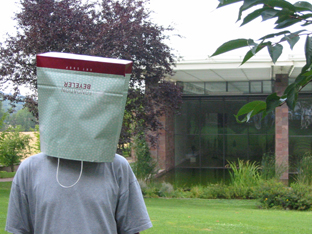
Performance Cissiste no 09.433, Bâle, 2009.

Juan d’Oultremont, est un artiste plasticien belge, né en 1954 à Bruxelles où il vit et a longtemps enseigné l'installation et la performance à l'École de recherche graphique (ERG). Romancier, auteur de chansons pour Maurane, Sébastien Wield ou Philippe Lafontaine, pour lequel il a notamment écrit les paroles de Cœur de loup. Il est connu pour ses nombreuses participations comme chroniqueur à des émissions de radio et de télévision en Belgique. Sa méthode pédagogique a provoqué la polémique.

## Biographie
Juan d’Oultremont naît en 1954 à Bruxelles. C’est dans le cadre de ses études de peinture à Bruxelles dans l’atelier de Marthe Wéry, de Thierry de Duve et de Pierre Carlier, qu’il crée le mouvement Cissiste International en 1975. Il fut lauréat du Prix de la Jeune Peinture belge en 1977. Il se forme également à l'Institut Saint-Luc de Bruxelles notamment aux côtés de Chantal De Spiegeleer.
Il est notamment connu pour l'invention en l’an 2000 du concept d'abruxellation,,,. Par ailleurs, il fit partie durant 15 ans de l'équipe du Le Jeu des dictionnaires et de La Semaine infernale sur la RTBF, ainsi que de celle de La Télé infernale et de C'est presque sérieux. Il a également fait partie de l'équipe des Sauveurs sur Nostalgie.
On le retrouve en 2024 dans l’équipe de Salut les copions présenté par Walid sur les antennes de La Première de la RTBF.
Il quitte l'enseignement en juin 2019.

## Son œuvre
Juan d’Oultremont s’inscrit dans un art d’attitude qui peut prendre des formes allant de la peinture, à l’installation, en passant par l’écriture, la performance, voire la collection. Son travail s’articule autour de notions récurrentes comme le faux, le statut de l’artiste, le double, le sexe, la tuberculose... Autant de thèmes que l’on retrouve directement ou indirectement dans sa pratique de l'écriture, dans ses chansons. C’est ce même univers qui est présent dans le graphisme des pochettes qu’il réalise entre autres pour le label de jazz Blue Note, dans ses pièces de théâtre et dans les bandes dessinées dont il est le scénariste. On le retrouve également en tant que chanteur sur trois albums produits par Benjamin Schoos, alias Miam Monster Miam, pour le label Freaksville Records.
Son travail de plasticien a fait l’objet de nombreuses expositions en Belgique, en France, en Suisse et aux États-Unis. On retrouve ses œuvres autant dans des collections belges qu’étrangères. Depuis 2019, il questionne l’iconographe populaire et le retour à l’original, avec ses cover paintings, un travail de peinture sur des pochettes de disques vinyles destiné à en faire disparaitre les éléments typographiques.
Dans sa série Inflatable Caveman Club (2022), il opère avec humour un même retour aux sources en retaillant dans le bois, le matériau d’origine, des gourdins gonflables pour enfants.
En tant que commissaire d’exposition, il poursuit depuis 1998 le cycle « Mise en doute ».
Sa pratique pluridisciplinaire est fondée sur : « Faire ce que personne ne vous demande de faire » et  « Apparaître là où on ne vous attend pas ».

### Polémique dans le contexte de #MeToo
Dans le cadre de son cours de performance à l'ERG, Juan d’Oultremont aurait infligé des séances d'humiliation à ses élèves féminines, notamment celles qu'il jugeait « trop grosses » ou d'autres qu'il insultait. La plasticienne franco-luxembourgeoise Deborah De Robertis accuse en mai 2024 son ancien professeur de l'avoir contrainte à « regarder des films pornographiques incestueux entre une fille et son père », poussant « le vice jusqu’à [la] forcer à l’appeler comme tel ». Tout en démentant « cette version des faits », Juan d’Oultremont a refusé de répondre aux questions du Monde. Cependant, d’Oultremont admet une « relation réciproquement consentie » lorsque Deborah de Robertis avait 25 ans.

### Publications

#### Romans / Nouvelles / Podcast
- Villa Mathias, Éditions Albin Michel, 1980, 185 p. (OCLC 964236610)
- Abruxellation, Éditions Luc Pire, 2001  (ISBN 2-8040-2197-1)
- Portrait d’Ari la nuit, Anna Sommer (ill.), L'Estuaire, coll. « Carnets littéraires », 2006  (ISBN 9782874430152)
- Judas, nouvelles, Éditions Labor, 2006  (ISBN 2-8040-2197-1)
- Nuits de noces, nouvelles, Éditions Racine, 2007  (ISBN 978-2-87386-447-7)
- Saisons Culottes Amis (avec Isabelle Wéry), Éditions de Vinelande, 2010  (ISBN 978-2-930595-01-6)
- Compte à rebours, Éditions On-Lit (sélectionné pour le Prix Victor Rossel 2015)[13]  (ISBN 978-2-87560-068-4)
- Judas côté jardin[14],[15], Éditions On-Lit, 2020  (ISBN 978-2-87560-119-3),Prix Marcel Thiry 2020[16],[17], Manneken Prix 2020[18], finaliste du Prix Rossel 2020[19] et du Grand prix du roman de l'Académie[20]. Traduit en serbe, il fait aussi l'objet d'une version audio aux Éditions On-Lit.
- Une décence royale[21] (épisode du podcast Noir Jaune Rouge, Belgian crime story), RTBF, 2022.
- Belgiques no 22, nouvelles, Namur, Éd. Ker, 2023  (ISBN 9782875864482).

#### Livres d'art
- Arts '90+4 Monographies d'Artistes, Woluwé-Saint-Lambert, 1994
- Travaux de campagne (L'art, La Guerre, Le Jardinage), nouvelles, Centre d'Art Nicolas de Staël, 1999
- Rien ne va plus, Éditions de la Lettre volée, 2016  (ISBN 978-2-87317-470-5)
- Record Painting (retour en grâce), Éditions du Caïd, 2019  (ISBN 9782930754253)[22].

#### Bande dessinée
- Création de la série Lagueneuz pour le magazine PlayTennis, 1979.
- Fax to fax[23], Galerie Ziggourat, Bruxelles, septembre 1996
Scénario : Juan d'Oultremont - Dessin : Chantal De Spiegeleer - Couleurs : noir et blanc -  (ISBN 2930203005),Échange de correspondance par fax avec Chantal De Spiegeleer. Format à l'italienne.
- Abruxellation[5], L'Employé du Moi, Bruxelles, mai 2002
Scénario et dessin : collectif - Couleurs : noir et blanc -  (ISBN 2-930360-00-3),Préface : Juan d'Oultremont.
- Alicia[24],[25], Éditions du Caïd, Tavier, 23 mars 2016
Scénario et dessin : Juan d'Oultremont -  (ISBN 9782930754055)

- il est le scénariste de la série Éclipse avec Chantal De Spiegeleer[3],[26],[27].

### Musique
Il a sorti trois albums parus chez Freaksville Records :
- Bambi is dead, 2006
- Megaphone's Judas, 2011
- L'Homme d'attaque, 2013
- Avant l'incident[29], 2020.

#### Collaborations dans l'univers musical
- il a travaillé sur plusieurs albums de Philippe Lafontaine, Maurane, Jaune libre, Sébastien Wild, K. Loren, Charlie Maker ;
- il est l'auteur des paroles du titre de Philippe Lafontaine, Cœur de loup qui obtint un disque d’or en 1989 ainsi que le Prix Socam 1991[30] ;
- il a réalisé le graphisme des pochettes d'albums notamment pour le label de jazz Blue Note.

### Films et clips
- Le Victorieux, 1974, sélectionné pour le festival de New York et de Teheran. « Aussi moderne d’allure qu’un tableau de Weselman ou un roman de Le Clezio » selon le journal Le Monde.
- Oui mai, 2005

Il réalise les clips du groupe français « Jaune Libre » ainsi que ceux de ses propres chansons.

### Pièces de théâtre
- VWLII[9], compagnie Yvan Baudouin Leslie Bunton, Bruxelles, 1984
- Psy[9], Théâtre de la Toison d'Or, 2003
- Laurence Micro[31],[32] (pour Laurence Bibot), Théâtre de la Toison d'Or, 2003
- Mercier, go home[33], avec Jacques Mercier, Théâtre de la Toison d'Or, 2009
- Eux[34],[9], mise en scène d'Alexis Goslain, Théâtre de la Toison d'Or, 2010.

### Expositions
- Quelques instants plus tard..., sous le commissariat de Christian Balmier[35],[36] en binôme avec Johan De Moor :
  - Couvent des Cordeliers de Paris}[36] du 19 octobre au 7 novembre 2012 ;
  - Centre d’Art Àcentmètresducentredumonde[36] à Perpignan du 8 février au 3 avril 2013.
  - Cité internationale de la bande dessinée et de l'image[36], Angoulême, du 23 novembre 2012 au 3 février 2013 ;
  - Centre d'Art de Rouge-Cloître[36] à Auderghem, du 21 avril au 21 juillet 2013.

Un catalogue d'exposition, préfacé par Jean-Luc Chalumeau, est publié aux éditions Millon/Petits Papiers.

## Prix et distinctions
- 2020 : prix Marcel Thiry[37] pour Judas côté jardin ;
- 2021 : prix des lecteurs d’Uccle[37] dans la catégorie roman pour Judas côté jardin.

#### Articles
- « Juan d'Oultremont et la sex attitude », RTBF,‎ 15 mai 2009 (lire en ligne, consulté le 30 mars 2024).

#### Interviews
- Juan d'Oultremont (interviewé par Ariane Skoda), « Entretien avec Juan d'Oultremont », Centre Wallonie-Bruxelles (Paris),‎ 8 mars 2022 (lire en ligne, consulté le 25 mars 2024).

### Vidéographie
- [vidéo] « Juan d'Oultremont Isadorable », sur YouTube
- [vidéo] « Juan d'Oultremont - Les animaux sont des couillons ! », sur YouTube septembre 2009